# エレーヌ・ド・プルタレス

エレーヌ・ド・プルタレス伯爵夫人、1900年頃

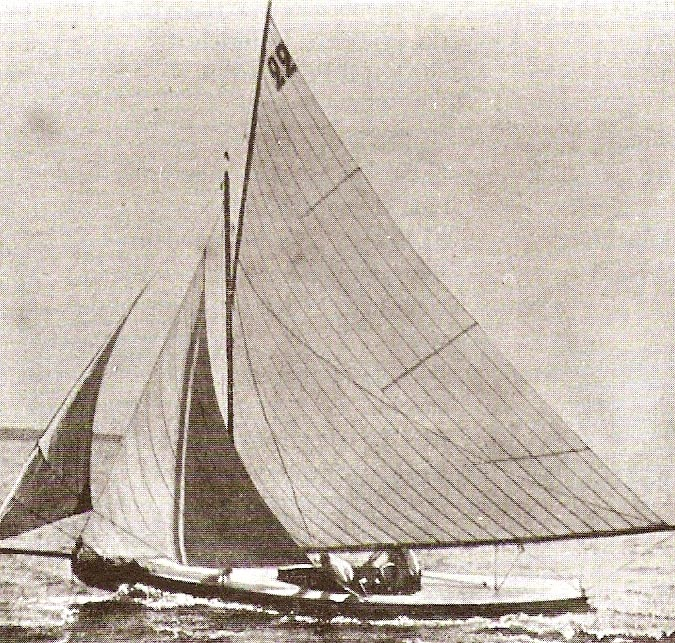
1900年オリンピックでセーリングスイス代表が使用した「レリーナ(Lérina)」号

エレーヌ・ド・プルタレス（comtesse Hélène de Pourtalès）、出生名ヘレン・バーベイ（Helen Barbey, 1868年4月28日 ニューヨーク - 1945年11月2日 ジュネーヴ）は、アメリカ合衆国出身のスイス人女子セーリング選手。1900年パリオリンピックに出場、女性として史上初のオリンピック金メダルを獲得した。

## 生涯
ヘンリー・アイザーク・バーベイ（Henry Isaac Barbey）とメアリー・ロリラード・バーベイの娘として生まれた。母方の祖父母はタバコ財閥の所有主ピエール・ロリラード3世夫妻。妹エヴァはフランス銀行理事を務めたジャン・ド・ヌフリーズ男爵の息子アンドレに嫁ぎ、カナダ総督ベスバラ伯爵の義姉妹となっている。
父はバッファロー＝ロチェスター＝ピッツバーグ鉄道の大株主・重役であり、投資家エイドリアン・ジョーグ・アイゼリンの甥、ヨットレース選手チャールズ・オリヴァー・アイゼリンの従兄だった。
母方の叔父叔母には、ピエール・ロリラード4世、クレイボーン・ペルの祖母キャサリン・ロリラード・ペル、ジョン・ラファージの娘と結婚したジョージ・L・ロリラード、そしてロバート・リヴィングストン・ベークマンの姉妹を妻としたルイ・ラシャー・ロリラード（Louis Lasher Lorillard）がいる。
ニューヨーク市マンハッタン西38丁目17番地の邸宅で育った。1891年、21歳年上のアルマン・ド・プルタレス伯爵と結婚。夫はスイス人で、プロイセン王国の伯爵位を持っており、同国陸軍近衛胸甲騎兵連隊所属の大尉であった。
1900年パリオリンピックには、セーリングスイス代表として出場。出場した「レリーナ（Lérina）」号では夫が操舵手を務め、夫の甥の1人ベルナール・ド・プルタレスもエレーヌと一緒にクルーとなっていた。「レリーナ」号は2・3トン級の最初のレースで金メダルを、2回目のレースで銀メダルを獲得した。エレーヌはオリンピックに最初に出場した女性、選手としての出場を許された最初の女性の1人でもあった。彼女の金メダル獲得はテニス女子選手シャーロット・クーパーの金メダル初獲得の2か月前のことであり、女性初の金メダリストの名声はエレーヌに帰した。
夫には死別した前妻マーガリート«デイジー»・マーセット（ジェーン・マーセットの曾孫）との間に何人かの子どもがあり、エレーヌはその継母となった。長男ギー・ド・プルタレスは伝記作家となった。次男のレイモン・ド・プルタレス（1882年 - 1914年）は在アメリカ・ドイツ大使館の駐在武官となり、1911年に在米ドイツ大使ヨハン・ハインリヒ・フォン・ベルンシュトルフ伯爵の娘アレクサンドラ・フォン・ベルンシュトルフ（1888年 - 1971年）と結婚した。ワシントンD.C.で行われた2人の婚礼には当時の合衆国大統領ウィリアム・タフトも出席した。エレーヌの義理の娘アレクサンドラは、1914年レイモンと死別し、1917年ヨハン・ツー・レーヴェンシュタイン＝ヴェルトハイム＝ローゼンベルク侯子（1880年 - 1956年）と再婚した。カトリック中央党の重鎮レーヴェンシュタイン＝ヴェルトハイム＝ローゼンベルク侯カール・ハインリヒの末息子である。

## 引用
1. 1 2  “Hélène de Pourtalès Bio, Stats, and Results”.   Olympic Sports. 2014年2月21日時点のオリジナルよりアーカイブ。2014年2月8日閲覧。
2. ↑  Shrager, Mark (April 1, 2016) (英語). The Great Sweepstakes of 1877: A True Story of Southern Grit, Gilded Age Tycoons, and a Race That Galvanized the Nation. Guilford, Connecticut: Rowman & Littlefield. ISBN 9781493018895 2016年9月14日閲覧。
3. ↑  “Pierre Lorillard III”. www.thepeerage.com.  The Peerage. 2016年9月14日閲覧。
4. ↑   (英語) The World Almanac and Encyclopedia. Press Publishing Company, (The New York World). (1905). p. 330 2017年11月17日閲覧。
5. ↑  “MISS DE NEUFLIZE ENGAGED IN PARIS; Her Betrothal to Baron Jean de Watteville Berckheim Is Annotinced MARCH WEDDING PLANNED Bride-to-Be Is a Granddiughter of-Late Mr and Mrs. Henry Barbey of New York”. The New York Times. (1937年2月21日) 2018年2月18日閲覧。
6. ↑  “MISS DE NEUFLIZE BRIDE IN CATHEDRAL; She Is Married in Paris to Baron Jean de Watteville-Berckheim of Alsace”. The New York Times. (1937年3月13日) 2018年2月18日閲覧。
7. ↑  Patterson, Jerry E. (2000). The First Four Hundred : Mrs. Astor's New York in the Gilded Age. New York: Rizzoli. ISBN 0847822850 2018年2月18日閲覧。
8. ↑  “PIERRE LORILLARD, SR., IN CRITICAL CONDITION; Removed from the Deutschland to a Hotel in an Ambulance. Was Taken III in England and Was Confined to His Cabin Throughout the Voyage.”. The New York Times. (1901年7月5日) 2017年11月17日閲覧。
9. ↑  “PIERRE LORILLARD DEAD; Famous in Society, in Commerce, and in the World of Sport. First American to Win the English Derby -- Other Triumphs on the Turf in Both Hemispheres.”. The New York Times. (1901年7月8日) 2017年11月17日閲覧。
10. ↑  “Mrs. Catherine Lorillard Kernochan” (英語). The New York Times. (1917年2月27日) 2017年11月17日閲覧。
11. ↑  “JAMES P. KERNOCHAN DEAD; Well-Known Clubman Expires from the Effects of Being Knocked Down on Monday. CAUSE OF THE ACCIDENT. Archibald Pell Says He Knew Tuesday that Miss Baker, the Banker's Daughter, Drove the Wagon Which Ran Against His Father-in-Law.”. The New York Times. (1897年3月6日) 2017年11月17日閲覧。
12. ↑  Pell, Eve (2009) (英語). We Used to Own the Bronx: Memoirs of a Former Debutante. SUNY Press. p. 14. ISBN 9781438424972 2017年11月17日閲覧。
13. ↑  “GEORGE LORILLARD'S DEATH.; HIS CAREER AS A YACHTSMAN AND ON THE TURF.”. The New York Times. (1886年2月5日) 2017年11月17日閲覧。
14. ↑  “DEATH LIST OF A DAY. | Countess de Agreda” (英語). The New York Times. (1899年7月3日) 2017年11月17日閲覧。
15. ↑  “WHAT IS DOING IN SOCIETY.” (英語). The New York Times. (1899年9月8日) 2017年11月17日閲覧。
16. ↑  “MRS. LORILLARD, 86, OF NEWPORT, DEAD; Sister of Ex-Gov. Beeckman of Rhode Island Had Suffered a Stroke Thursday”. The New York Times. (1941年7月21日) 2017年11月17日閲覧。
17. ↑  “Mrs. Louis L. Lorillard Ill.”. The New York Times. (1921年2月26日) 2017年11月17日閲覧。
18. 1 2  “MISS BARBEY ENGAGED.; Daughter of the Late Henry Barbey of New York to Wed Gilbert Elliott.”. The New York Times. (1910年8月3日) 2018年2月18日閲覧。
19. 1 2  “PRESIDENT ATTENDS EMBASSY WEDDING; Countess von Bernstorff, Daughter of the German Ambassador, Married to Count Pourtales.”. The New York Times. (1911年3月28日) 2018年2月18日閲覧。
20. ↑  “YOUNG COUNTESS TO MARRY; Daughter of Ambassador von Bernstorff Engaged to Count Pourtales.”. The New York Times. (1910年12月11日) 2018年2月18日閲覧。
21. ↑  Watzdorf-Bachoff, Erika von (1997) (ドイツ語). Im Wandel und in der Verwandlung der Zeit: ein Leben von 1878 bis 1963. Franz Steiner Verlag. p. 430. ISBN 9783515070621 2018年2月18日閲覧。